# 菜畑站
菜畑站（日语：／ Nabata eki */?）是位於奈良縣生駒市中菜畑一丁目54番2號，近畿日本鐵道的生駒線車站。車站編號為G18。

## 歷史
由於沿線地區成為了睡房城市，因此鐵路的需要較高，使生駒線在1970年代起，於此站附近區間相繼進行雙線鐵路化工程。在1977年，此站至南生駒站之間進行雙線鐵路化工程，生駒站至此站之間除了進行雙線鐵路化工程，還進行了交通立體化工程。於1992年，車站向生駒一方遷移約120米，並把車站高架化，在1994年，該區間的雙線鐵路化工程完成。
- 1927年（昭和2年）4月1日：信貴生駒電鐵（日语：信貴生駒電鉄）開始駛入生駒站，此站啟用[3]。
- 1964年（昭和39年）10月1日：近畿日本鐵道與信貴生駒電鐵合併。成為近鐵生駒線車站[3]。
- 1977年（昭和52年）7月31日：菜畑至南生駒之間成為雙線鐵路[4]。
- 1992年（平成4年）12月13日：車站高架化[2][4]。
- 1994年（平成6年）2月10日：生駒至菜畑之間成為雙線鐵路[4]。
- 2007年（平成19年）4月1日 - 車站可以使用PiTaPa[5]。

## 車站構造

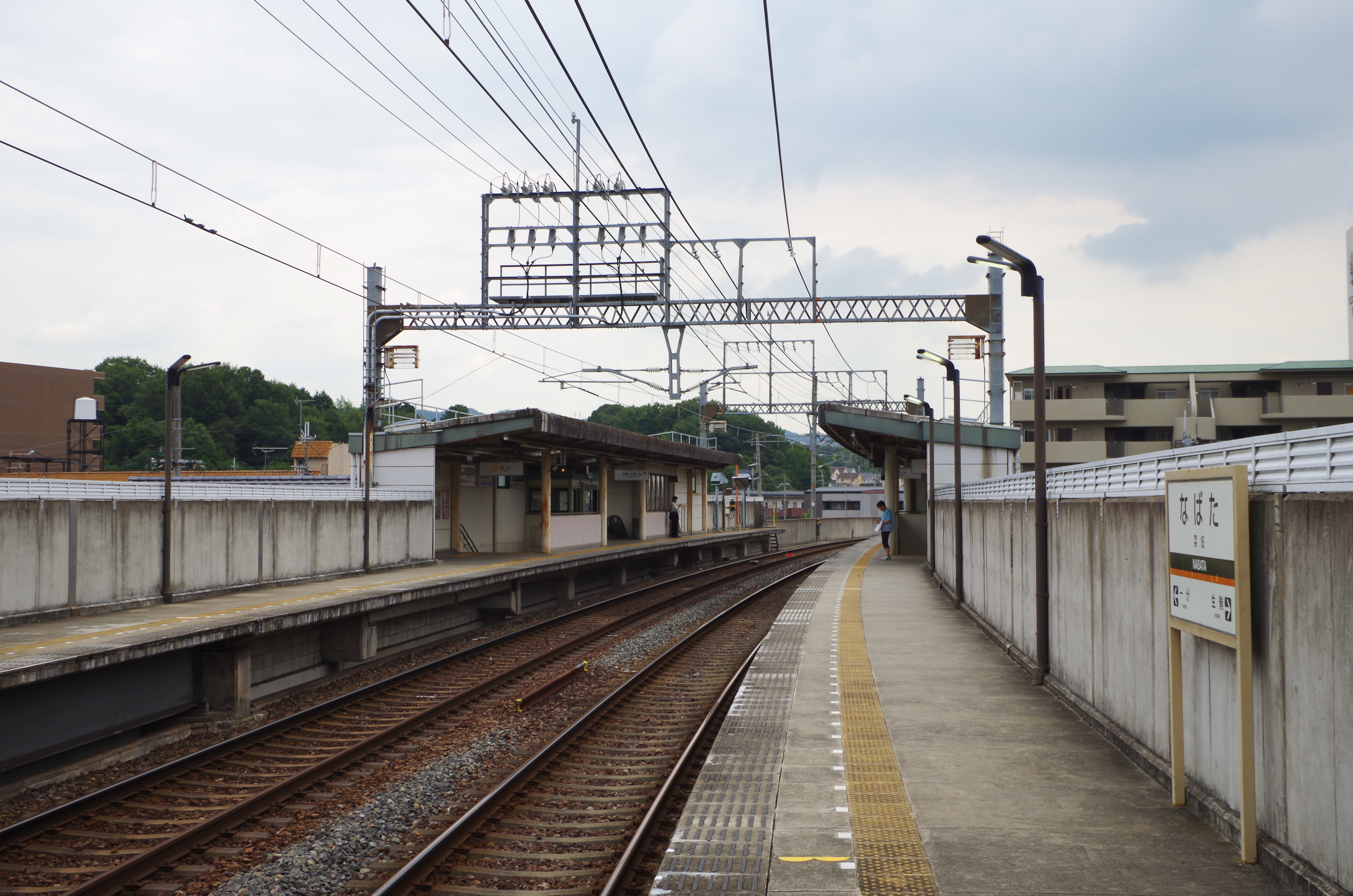
月台

此站是高架車站，設有2面2線的相對式月台。月台只可容納4卡車廂。閘口和車站大堂位於1樓，月台位於2樓。此站只有1處閘口。
此站是由生駒站管理的有人車站。此站設有可支援PiTaPa、ICOCA的自動閘機和自動補票機（支援回數票卡和IC卡增值服務）。

### 月台
| 月台 | 路線   | 上下行 | 方向     |
| ---- | ------ | ------ | -------- |
| 1    | 生駒線 | 下行   | 王寺方向 |
| 2    | 生駒線 | 上行   | 生駒方向 |

## 在此站上下車人次
以下列出近年來1日中上下車人次：
- 2018年11月13日：3,686人
- 2015年11月10日：3,935人
- 2012年11月13日：3,761人
- 2010年11月9日：3,884人
- 2008年11月18日：3,898人
- 2005年11月8日：3,895人

## 車站周邊
- 國道168號（日语：国道168号）
- 大阪府道·奈良縣道702號大阪枚岡奈良線（日语：大阪府道・奈良県道702号大阪枚岡奈良線） - 位於高架橋下。
- 生駒中菜畑郵局
- 近畿大學生駒綜合場

## 相鄰車站
近畿日本鐵道
 生駒線
生駒（G17）－菜畑（G18）－一分（G19）

## 注腳
1. 1 2  近畿日本鉄道株式会社. . 近畿日本鉄道. 2010-12: 438. NDL 21906373 （日语）.
2. 1 2  . 交通新聞 (交通新聞社). 1992-12-12: 1 （日语）.
3. 1 2  曾根悟（監修）. . 週刊朝日百科. 2号 近畿日本鉄道 1. 朝日新聞出版. 2010-08-22: 18. ISBN 978-4-02-340132-7 （日语）.
4. 1 2 3  近畿日本鉄道株式会社. . 近畿日本鉄道. 2010-12: 870–876. NDL 21906373 （日语）.
5. ↑   (PDF) (新闻稿). 近畿日本鐵道. 2007-01-30  [2016-03-13]. （原始内容 (pdf)存档于2016-08-07） （日语）.
6. 1 2  . 近畿日本鉄道.   [2020-11-27]. （原始内容存档于2020-12-05） （日语）.
7. ↑  駅別乗降人員 生駒線 （页面存档备份，存于）（日語） - 近畿日本鐵道

## 外部連結
- 菜畑 - 近畿日本鐵道（日語）